# Jasminum mesnyi
Espèce
Synonymes
- Jasminum primulinum Hemsl.[2]
- Jasminum primulinum Hemsley[3]

Jasminum mesnyi, le Jasmin primevère, est une espèce de plantes à fleurs de la famille des Oleaceae. C'est une plante ornementale originaire du Vietnam et de Chine.